# NGC 7542
NGC 7542 (również PGC 70796) – galaktyka spiralna (S), znajdująca się w gwiazdozbiorze Pegaza. Odkrył ją Albert Marth 5 października 1864 roku.